# Hafen Gelsenkirchen

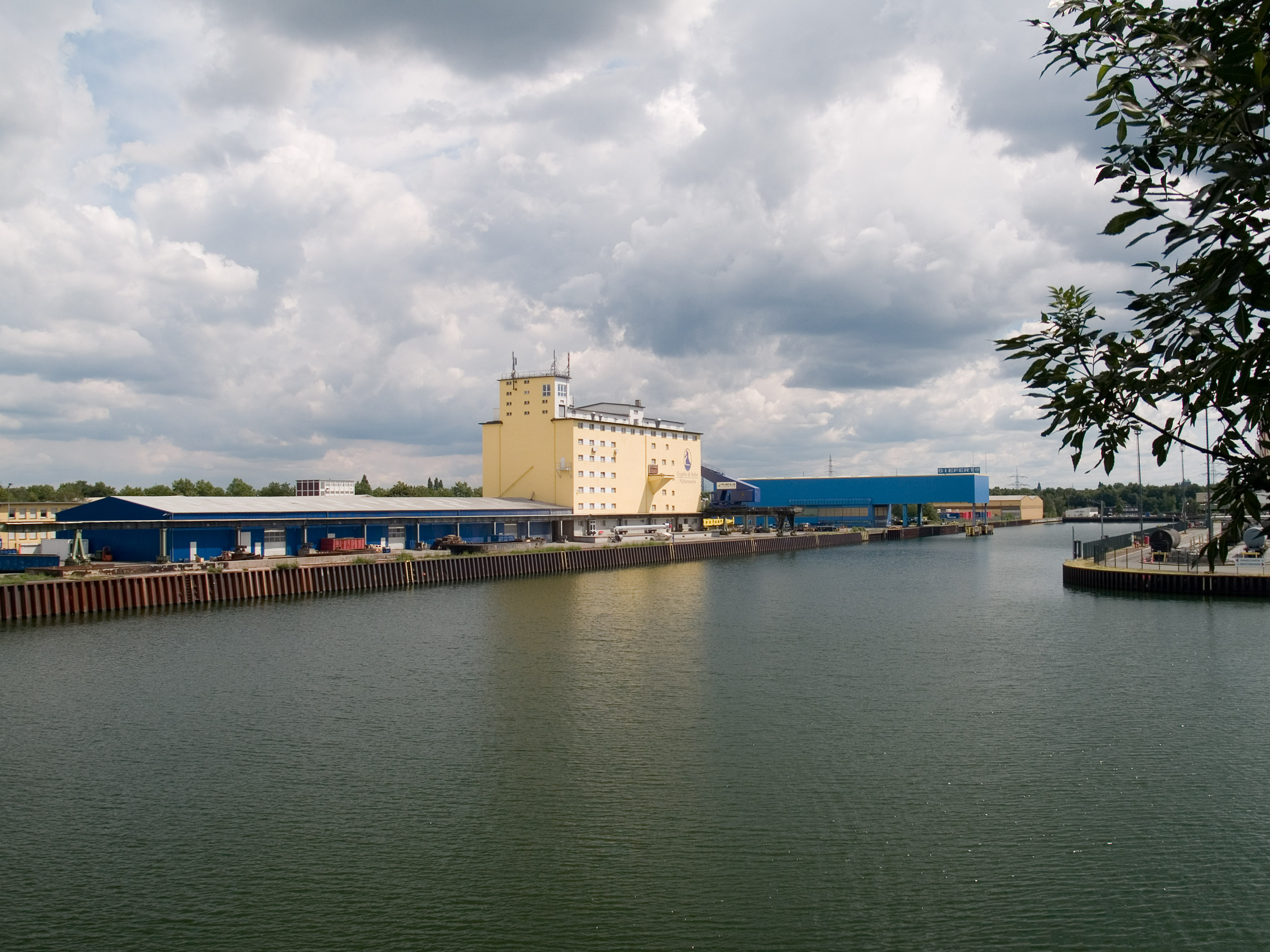
Der Handelshafen mit dem Abzweig in das Industriehafenbecken

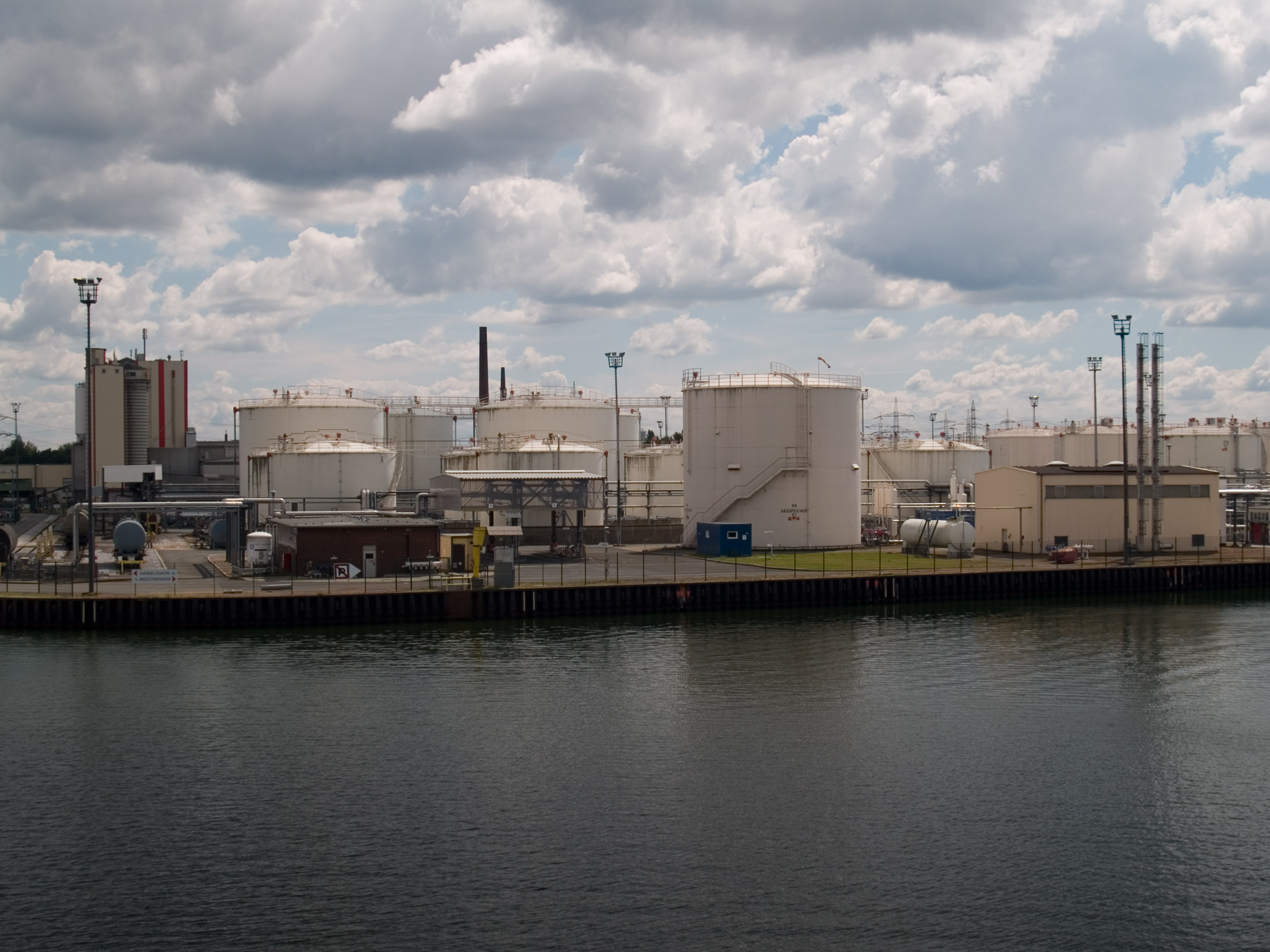
Gastanks an der Südseite im Industriehafen

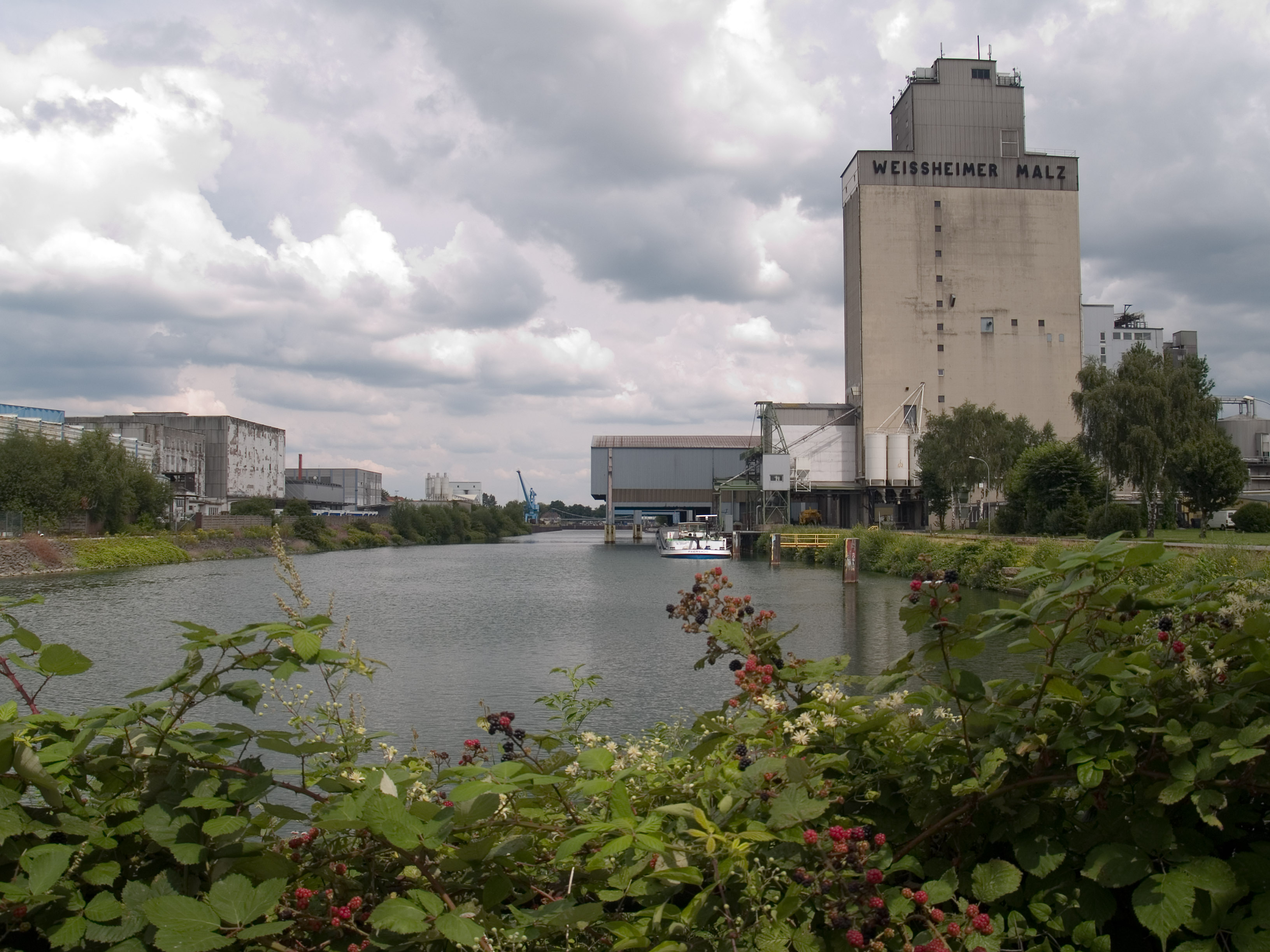
Getreideverladung im Industriehafen

Der Hafen Gelsenkirchen liegt am Rhein-Herne-Kanal. Er ist ein bedeutender Umschlagplatz für Mineralölprodukte und zweitwichtigster Binnenhafen für Getreide in Nordrhein-Westfalen. Der Gesamtumschlag betrug in den letzten zehn Jahren durchschnittlich über zwei Millionen Tonnen (t), davon rund 1,2 Mio. t Wasserumschlag, pro Jahr. Betrieben wird der Hafen von der Gelsenkirchener Logistik-, Hafen- und Servicegesellschaft, einem Tochterunternehmen der Stadtwerke Gelsenkirchen.
Eröffnet wurde der Hafen am 13. Juli 1914. Heute umfasst das Hafengebiet 1,2 Mio. m²; Gesamtfläche und zwei Hafenbecken des Handels- und Industriehafens mit einer Wasserfläche von 117.800 m²;. Es können Koppel- und 2-er Schubverbände oder größere Motorschiffe mit einer Abladetiefe von bis zu 2,8 Meter  bzw. mit einer Ladefähigkeit von bis zu 4.800 Tonnen gelöscht werden. Über den Bahnhof Gelsenkirchen-Bismarck ist das Hafengebiet an die Schienen der DB Netz angeschlossen. Außerdem existiert eine nichtöffentlich betriebene Hafenbahn mit 18,4 Kilometern Länge, die einen Jahresumschlag von rund 1 Mio. Tonnen erreicht. Das Gleis der Gelsenkirchener Straßenbahn auf der Werftstraße im Hafengelände kam hinzu; es ist nicht mehr in Betrieb und wurde 2012 entfernt.
| Güterbereich                | Güterumschlag in 1000 t |
| --------------------------- | ----------------------- |
| Landw. Erzeugnisse          | 195                     |
| Nahrungs- und Futtermittel  | 57                      |
| Kohle                       | 52                      |
| Mineralölprodukte           | 265                     |
| Schrott, NE-Metallerze      | 110                     |
| Eisen, Stahl und NE-Metalle | 313                     |
| Steine und Erden            | 50                      |
| Chemische Erzeugnisse       | 219                     |
| Investitionsgüter           | 7                       |
| Verbrauchsgüter             | 1                       |
| Summe:                      | 1269                    |